# Pennatula aculeata
Pennatula aculeata Danielssen, 1860 è un ottocorallo della famiglia Pennatulidae.

## Distribuzione e habitat
Nord Atlantico.